# Oriolia bernieri
Oriolia bernieri é uma espécie de ave da família Vangidae. É a única espécie do género Oriolia.
É endémica de Madagáscar.
Os seus habitats naturais são: florestas subtropicais ou tropicais húmidas de baixa altitude.
Está ameaçada por perda de habitat.